# Sedobassia sedoides
Sedobassia es un género monotípico de plantas fanerógamas pertenecientes a la familia Amaranthaceae. Su única especie: Sedobassia sedoides, es originaria de Europa donde se distribuye desde Hungría hasta Siberia.

## Taxonomía
Sedobassia sedoides fue descrita por  (Pall.) Freitag & G.Kadereit. 
Sinonimia
- Bassia sedoides (Pall.) Asch.